# イシュトヴァン・コバチ
イシュトヴァン・コバチ（István Kovács、ハンガリー語: コヴァーチ・イシュトヴァーン、Kovács István、1970年8月17日 - ）は、ハンガリーの元プロボクサー。ブダペスト出身。アトランタオリンピックバンタム級金メダリスト。元WBO世界フェザー級王者。
アマチュア時代からハンガリーを代表する技巧派ボクサーとして活躍し、ドイツを拠点に活躍した。引退後は2015年よりWBO副会長に就任、またWBOヨーロッパ部門会長も兼任している。現役時代はウニヴェルズム所属。

## 来歴
アマチュア時代296戦282勝14敗の戦績を引き下げ1997年12月13日、ハンブルクのシュポルトハレ・ハンブルクでプロデビューを果たし初回2分10秒KO勝ち。
1998年11月28日、ビセンゾ・ベルカストロと対戦し8回判定勝ち。
1999年2月20日、11戦全勝のマリオ・ネストロ・カベッロと対戦し2回KO勝ち。この勝利でWBO世界ランカー入りを果たす。
1999年5月22日、スポート・パレスでWBCインターナショナルフェザー級王者ドラマネ・ナバロウムと対戦し12回3-0(119-109、118-111、118-110)の判定勝ちで王座獲得に成功した。
2000年6月23日、元WBO世界フェザー級王者スティーブ・ロビンソンとWBCインターナショナル王座の初防衛戦とロビンソンが持つヨーロッパボクシング連合 (EBU)ヨーロッパフェザー級王座に挑戦し12回3-0(2者が120-108、120-107)の判定勝ちでWBCインターナショナル王座の初防衛と、EBU王座獲得に成功した。
2001年1月27日、ナジーム・ハメドの王座返上で空位になったWBO世界フェザー級王座決定戦をアントニオ・ディアスと行い6回と11回にディアスがホールディングで減点されてコバチに勢いが付き最終12回1分58秒TKO勝ちで王座獲得に成功した。
2001年6月16日、ブダペストのキススタディオでフリオ・パブロ・チャコーンと対戦し、判定ではリードを奪っていたが(3者とも47-46)6回に連打を浴びてレフェリーストップ。6回15秒逆転TKO負けで防衛に失敗し王座を失った。
2002年4月20日、スティーブ・トルムブと対戦し3回TKO勝ちの試合を最後に現役を引退した。

## WBOヨーロッパ部門の会長から副会長に
引退後は審判員や母国のボクシング中継で解説を務めるなどで幅広く活躍。
2004年にはWBOの役員(役員待遇)に就任し2009年にWBOのヨーロッパ部門の会長に就任。そして2015年にWBO副会長に昇任した。最近ではWBOの世界タイトルマッチで立会人としてヨーロッパ諸国が中心だったが、ここ最近はアメリカでの試合での立会人を務めることも多くなった。2015年12月31日に田中恒成VSビック・サルダールとの試合で元世界王者でかつ立会人として初来日となった。

## 立会人を務めた試合(主要試合)
- 2004年1月17日、ゾルト・エルデイVSフリオ・セサール・ゴンザレス(WBO世界ライトヘビー級王座決定戦)
- 2009年2月19日、ユルゲン・ブリーマーVSディミトリー・スクホトスキー(WBO世界ライトヘビー級タイトルマッチ)
- 2012年6月9日、マニー・パッキャオVSティモシー・ブラッドリー第1戦(WBO世界ウェルター級タイトルマッチ)
- 2013年3月23日、アルツール・アブラハムVSロベルト・ステイグリッツ第2戦(WBO世界スーパーミドル級タイトルマッチ)
- 2013年7月27日、ファン・フランシスコ・エストラーダVSミラン・メリンド(WBA・WBO世界フライ級スーパー王座タイトルマッチ)(WBAの立会人はヒルベルト・メンドーサ・ジュニア副会長)
- 2013年10月26日、ピーター・クイリンVSガブリエル・ロサド(WBO世界ミドル級タイトルマッチ)
- 2014年1月25日、マルコ・フックVSフィラット・アルスラン第2戦(WBO世界クルーザー級タイトルマッチ)
- 2014年3月1日、リッキー・バーンズVSテレンス・クロフォード(WBO世界ライト級タイトルマッチ)

## 獲得タイトル
- WBO世界フェザー級王座（防衛0度）